# Digitale renminbi
De digitale renminbi (ook afgekort als digitale RMB en e-CNY), of Digital Currency Electronic Payment (DC/EP), is een digitale valuta uitgegeven door de Chinese centrale bank, de Centrale Bank van de Volksrepubliek China. Het is de eerste digitale valuta die wordt uitgegeven door een grote economische macht en wordt vanaf april 2021 openbaar getest. De digitale RMB is een wettig betaalmiddel en heeft dezelfde waarde als andere vormen van CNY, zoals biljetten en munten.
De digitale yuan is ontworpen om onmiddellijk te bewegen in zowel binnenlandse als internationale transacties. Het is de bedoeling goedkoper en sneller te zijn dan bestaande financiële transacties. De technologie maakt het mogelijk transacties tussen twee offline apparaten te laten plaatsvinden.
De digitale RMB wordt momenteel (juli 2021) op kleine schaal uitgegeven en bevindt zich in de interne gesloten pilottestfase. Er is geen tijdschema voor de officiële lancering ervan.

## Geschiedenis
De Centrale Bank van de Volksrepubliek China (CBVC), begon in 2014 met onderzoek naar digitale valuta onder leiding van gouverneur Zhou Xiaochuan. In 2016 schreef Fan Yifei, een plaatsvervangend gouverneur van de CBVC, dat "de omstandigheden rijp zijn voor digitale valuta's, die de bedrijfskosten kunnen verlagen, de efficiëntie kunnen verhogen en een breed scala aan nieuwe toepassingen mogelijk maken". Volgens Fan is de beste manier om van de situatie te profiteren, dat centrale banken het voortouw nemen, zowel bij het toezicht op particuliere digitale valuta als bij het ontwikkelen van hun eigen digitale wettige betaalmiddel.
In 2017 keurde de Raad van State de ontwikkeling van de digitale RMB goed, in samenwerking met commerciële banken en andere organisaties. Chinese technologiebedrijven zoals Alibaba (via haar dochteronderneming Ant Group), Tencent (dat eigenaar is van WeChat), Huawei en JD.com werden uitgenodigd om samen te werken met de centrale bank bij het ontwikkelen en testen van digitale RMB.

### Testen
In oktober 2019 maakte de CBVC bekend dat er na jaren van voorbereiding een digitale renminbi zou uitkomen. De versie van de munt, bekend als DCEP (Digital Currency Electronic Payment), vereist een rekening bij een commerciële bank, maar kan in de toekomst "losgekoppeld" worden van het banksysteem, waardoor toeristen toegang tot het systeem kunnen krijgen.
In april 2020 begon het testen in vier steden in China (Shenzhen, Suzhou, Chengdu en Xiong'an) om de functionaliteit van de munt te verbeteren. Testgebieden zijn onder meer de betrouwbaarheid, stabiliteit, gebruiksgemak en regelgevende problemen van de valuta, zoals het voorkomen van witwassen, belastingontduiking en terrorismefinanciering. De valuta kan worden overgemaakt naar bankrekeningen of rechtstreeks bij bepaalde handelaren worden gebruikt, en kan worden beheerd via apps op de smartphone. Sinds april 2021 werden meer dan 100.000 dergelijke apps gedownload, die zijn ontwikkeld door banken, waaronder zes staatsbanken. De digitale valuta kan worden besteed in winkels zoals Starbucks en McDonald's in China, evenals online winkelplatforms zoals JD.com.  Lokale overheden hebben, in samenwerking met particuliere bedrijven, meer dan 150 miljoen RMB uitgedeeld als stimulans om testgebruikers van digitale RMB aan te trekken en de consumptie te stimuleren.
Vanaf april 2021 is het testen uitgebreid naar 6 extra regio's: Shanghai, Hainan, Changsha, Xi'an, Qingdao en Dalian.

## Functies, gestelde doelen en effecten

### Doelen
De Centrale Bank van de Volksrepubliek China heeft verklaard dat het doel van de lancering van digitale RMB is contant geld gedeeltelijk te vervangen, maar niet bankdeposito's of particuliere betalingsplatforms. De bank beweerde dat digitale RMB kan worden gebruikt om het witwassen van geld, gokken, corruptie en terrorismefinanciering te verminderen en de efficiëntie van financiële transacties kan verbeteren. De centrale bank verklaarde ook dat het zou beperken hoe het personen volgt, door middel van de zogenaamde "controleerbare anonimiteit".
Li Bo, plaatsvervangend gouverneur van de Centrale Bank van de Volksrepubliek China, verklaarde dat het "niet het doel is de Amerikaanse dollar of andere internationale valuta's te vervangen".

### Effecten op bestaande digitale betalingsplatformen
Volgens gegevens van de Wereldbank had in 2017 bijna 20% van de Chinezen boven de 15 geen bankrekening. Ondertussen heeft 87% van de bevolking toegang tot fintech-apps zoals WeChat Pay en Alipay, die samen goed zijn voor meer dan 90% van de elektronische betalingen in China vanaf 2021.
Chinese fintech-apps hebben de traditionele, op kaarten gebaseerde betalingsnetwerken in China grotendeels voorbijgestoken, vanwege het gebruiksgemak van de fintech-apps en de veel goedkopere tarieven voor handelaren. Overboekingen binnen Wechat Pay en Alipay zijn gratis binnen hun respectieve ecosystemen en hebben over het algemeen een vergoeding van 0,1% voor overboekingen buiten hun ecosysteem, veel lager dan de 2-4% vergoeding die wordt opgelegd door creditcards. Wechat Pay en Alipay hebben elk meer dan een miljard gebruikers in China en worden door meer dan 90% van de bevolking in de grootste steden van China gebruikt als hun favoriete betaalmethode.

### Effecten internationaal
De digitale RMB zou een goedkoper en praktischer alternatief kunnen bieden voor internationale transacties die buiten het door de VS geleide wereldwijde financiële systeem vallen, vooral voor landen met sterke banden met China.

### Reacties
Sommige commentatoren hebben gezegd dat de VS, die pas zijn begonnen te overwegen een door de overheid gesteunde digitale munt uit te geven, het risico loopt achterop te raken bij China, en zijn dominantie in het wereldwijde financiële systeem te verzwakken. De digitale renminbi is door Josh Lipsky bij de denktank van de Atlantic Council beschreven als een "probleem van de nationale veiligheid" dat de Amerikaanse dollar bedreigt. Het wordt ook door commentatoren gezien als een hulpmiddel waarmee de Chinese autoriteiten de binnenlandse controle- en bewakingscapaciteiten kunnen behouden.
Sommigen beweren dat de echte belemmeringen voor internationalisering van de renminbi de kapitaalcontroles van China zijn, die het niet van plan is te verwijderen. Maximilian Kärnfelt, een expert bij het Mercator Instituut voor China Studies, zei dat een digitale renminbi "niet veel van de problemen zou uitbannen die de renminbi ervan weerhouden om wereldwijd meer gebruikt te worden". Hij vervolgde: "Een groot deel van China's financiële markt is nog steeds niet open voor buitenlanders en eigendomsrechten blijven kwetsbaar." Victor Shih, een China-expert en professor aan de Universiteit van Californië in San Diego, zei dat alleen de introductie van een digitale valuta "het probleem niet oplost dat sommige mensen die offshore renminbi hebben, die renminbi willen verkopen en inwisselen voor de dollar", aangezien de dollar als een veiliger bezit wordt beschouwd. Eswar Prasad, een professor economie aan de Cornell University, zei dat de digitale renminbi "de status van de dollar als de dominante wereldwijde reservevaluta nauwelijks zal verminderen" vanwege de "economische dominantie van de Verenigde Staten, diepe en liquide kapitaalmarkten, en het nog steeds robuust institutioneel kader". Het aandeel van de Amerikaanse dollar als reservevaluta is meer dan 60%, terwijl dat van de renminbi ongeveer 2% is.
De Amerikaanse minister van Financiën Janet Yellen en de voorzitter van de Federal Reserve, Jerome Powell, hebben gezegd dat ze de effecten van digitale valuta's, zoals de digitale RMB, bestuderen en hoe deze de Amerikaanse dollar zullen beïnvloeden.
Ook de EU overweegt een digitale euro uit te geven. Volgens Instituut Clingendael bedreigen digitale valuta zoals de digitale yuan de groeiende positie van de euro als alternatief voor de dollar.